# Interferencia entre símbolos
En telecomunicación, la interferencia entre símbolos (ISI) es una forma de distorsión de una señal en la cual un símbolo interfiere con símbolos posteriores. Es un fenómeno no deseado ya que los símbolos anteriores tiene un efecto similar al del ruido, lo que hace que la comunicación sea menos fiable. La extensión/propagación del pulso más allá del intervalo de tiempo asignado hace que interfiera con los pulsos/ritmos vecinos. ISI es normalmente causada por la propagación por trayectos múltiples o respuesta de frecuencia lineal o no lineal inherente de un canal que hace que los símbolos sucesivos se “desenfoquen” juntos.
La presencia de ISI en el sistema conlleva a errores en el dispositivo de decisión en la salida del receptor. Por lo tanto, en el diseño de los filtros de transmisión y recepción, el objeto es minimizar los efectos del ISI, y así mandar los datos digitales a su destino con la menor tasa de error posible.
Las formas de aliviar la interferencia entre símbolos incluyen ecualización adaptativa y códigos de corrección de errores.  

## Causas

### Propagación por trayectos múltiples
Una de las causas de la interferencia de símbolos es la propagación por trayectos múltiples en la cual una señal inalámbrica de un transmisor llega al receptor a través de múltiples rutas. Las causas de esto incluyen la reflexión (por ejemplo, la señal puede rebotar en los edificios), la refracción (como a través del follaje de un árbol) y los efectos atmosféricos como los conductos atmosféricos y la reflexión ionosférica. Dado que las diversas rutas pueden ser de diferentes longitudes, esto da como resultado que las diferentes versiones de la señal lleguen al receptor en diferentes momentos. Estos retrasos significan que una parte o la totalidad de un símbolo dado se extenderá a los símbolos siguientes, lo que interfiere con la detección correcta de esos símbolos. Además, los diversos caminos a menudo distorsionan la amplitud y/o fase de la señal, causando así interferencia adicional con la señal recibida.

### Canales de banda limitados
Otra causa de interferencia entre símbolos es la transmisión de una señal a través de un canal de banda limitada, es decir, uno donde la respuesta de frecuencia es cero por encima de cierta frecuencia (la frecuencia de corte). Al pasar una señal a través de un canal de este tipo, se eliminan los componentes de frecuencia por encima de esta frecuencia de corte. Además, los componentes de la frecuencia por debajo de la frecuencia de corte también pueden ser atenuados por el canal.
Este filtrado de la señal transmitida afecta la forma del pulso que llega al receptor. Los efectos de filtrar un pulso rectangular no solo cambian la forma del pulso dentro del primer período de símbolo, sino que también se extiende a lo largo de los períodos de símbolos posteriores. Cuando se transmite un mensaje a través de dicho canal, el pulso de difusión de cada símbolo individual interferirá con los siguientes símbolos.
Los canales de banda limitada están presentes en las comunicaciones por cable e inalámbricas. La limitación a menudo es impuesta por el deseo de operar múltiples señales independientes a través de la misma área / cable; debido a esto, a cada sistema se le asigna típicamente una parte del ancho de banda total disponible. Para los sistemas inalámbricos, se les puede asignar una porción del espectro electromagnético para transmitir (por ejemplo, la radio FM a menudo se transmite en el rango de 87.5 MHz a 108 MHz). Esta asignación generalmente es administrada por una agencia gubernamental; en el caso de los Estados Unidos, esta es la Comisión Federal de Comunicaciones (FCC). En un sistema por cable, como un cable de fibra óptica, la asignación será decidida por el propietario del cable.
La limitación de banda también puede deberse a las propiedades físicas del medio; por ejemplo, el cable que se utiliza en un sistema por cable puede tener una frecuencia de corte por encima de la cual prácticamente ninguna de la señal transmitida se propagará.
Los sistemas de comunicación que transmiten datos a través de canales de banda limitada generalmente implementan la conformación de pulsos para evitar la interferencia causada por la limitación del ancho de banda. Si la respuesta de frecuencia del canal es plana y el filtro de configuración tiene un ancho de banda finito, es posible comunicarse sin ningún ISI. A menudo, la respuesta del canal no se conoce de antemano, y se utiliza un ecualizador adaptativo para compensar la respuesta de frecuencia.

## Efectos en los patrones del ojo
Una forma de estudiar ISI en un PCM o sistema de transmisión de datos experimentalmente es aplicar la onda recibida a las placas de deflexión vertical de un osciloscopio y aplicar una onda en diente de sierra a la velocidad de símbolo transmitida R (R = 1 / T) a la deflexión horizontal platos. La pantalla resultante se llama un patrón de ojo debido a su parecido con el ojo humano para las ondas binarias. La región interior del patrón del ojo se llama abertura ocular. Un patrón de ojo proporciona una gran cantidad de información sobre el rendimiento del sistema pertinente.
1. El ancho de la apertura del ojo define el intervalo de tiempo durante el cual la onda recibida puede ser muestreada sin error desde el ISI. Es evidente que el momento preferido para el muestreo es el instante de tiempo en el que el ojo está más abierto.
2. La sensibilidad del sistema al error de temporización está determinada por la tasa de cierre del ojo a medida que se varía el tiempo de muestreo
3. La altura de la abertura del ojo, en un tiempo de muestreo especificado, define el margen sobre el ruido.

Un patrón de ojo, que se superpone a muchas muestras de una señal, puede dar una representación gráfica de las características de la señal. La primera imagen a continuación es el patrón de ojo para un sistema binario de desplazamiento de fase (PSK) en el que uno está representado por una amplitud de -1 y un cero por una amplitud de +1. El tiempo de muestreo actual está en el centro de la imagen y los tiempos de muestreo anterior y siguiente están en los bordes de la imagen. Las diferentes transiciones de un tiempo de muestreo a otro (como uno a cero, uno a uno, etc.) se pueden ver claramente en el diagrama.
El margen de ruido - la cantidad de ruido requerido para causar que el receptor obtenga un error - viene dado por la distancia entre la señal y el punto de amplitud cero en el tiempo de muestreo; en otras palabras, cuanto más lejos de cero en el momento del muestreo la señal es mejor. Para que la señal se interprete correctamente, debe muestrearse en algún lugar entre los dos puntos donde se cruzan las transiciones de cero a uno y de uno a cero. De nuevo, cuanto más separados estén estos puntos, mejor será, ya que esto significa que la señal será menos sensible a los errores en el tiempo de las muestras en el receptor.

Los efectos de ISI se muestran en la segunda imagen, que es un patrón de ojo del mismo sistema cuando se opera sobre un canal multitrayecto. Los efectos de recibir versiones retardadas y distorsionadas de la señal se pueden ver en la pérdida de definición de las transiciones de señal. También reduce tanto el margen de ruido como la ventana en la que se puede muestrear la señal, lo que muestra que el rendimiento del sistema será peor (es decir, tendrá una mayor proporción de errores de bits).

El diagrama de ojo de un sistema binario PSK
El diagrama de ojo del mismo sistema con efectos multitrayecto agregados

## Contrarrestar ISI
Existen varias técnicas en telecomunicaciones y almacenamiento de datos que intentan solucionar el problema de la interferencia entre símbolos.
- Diseñar sistemas tales que la respuesta al impulso sea lo suficientemente corta como para que muy poca energía de un símbolo se difunda en el siguiente símbolo.
- Separar los símbolos en el tiempo con los períodos de guardia.
- Aplicar un ecualizador en el receptor, que, en términos generales, intenta deshacer el efecto del canal aplicando un filtro inverso.
- Aplicar un detector de secuencia en el receptor, que intenta estimar la secuencia de símbolos transmitidos utilizando el algoritmo de Viterbi.

Impulsos consecutivos de coseno elevado, que demuestran la propiedad de cero ISI

## Interferencia intencionada entre símbolos
También existen sistemas de modulación codificados que construyen intencionalmente una cantidad controlada de ISI en el sistema en el lado del transmisor, conocida como señalización más rápida que Nyquist. Tal diseño intercambia una penalización de complejidad computacional en el receptor contra una ganancia de capacidad de Shannon del sistema transceptor total.

## Otras lecturas
- William J. Dally and John W. Poulton (1998). Digital Systems Engineering. Cambridge University Press. pp. 280–285. ISBN 9780521592925.

- Hervé Benoit (2002). Digital Television. Focal Press. pp. 90–91. ISBN 9780240516950.